# Kajol
Kajol Mukherjee, simplement appelée Kajol (hindi : काजोल), est une actrice indienne, née le 5 août 1974 à Bombay.
Actrice de Bollywood, elle est d'origines bengali par son père et marâthî par sa mère. Connue sous son seul prénom dans la pure tradition des actrices indiennes de « l'Âge d'or de Bollywood », Kajol appartient à la famille Mukherjee-Samarth, éminente au sein du cinéma indien.
Elle fait ses débuts en 1992 dans la romance Bekhudi, qui se fait vite oublier, avant d'obtenir son premier succès en 1993 dans le thriller Baazigar des frères Abbas-Mastan avec Shahrukh Khan à ses débuts. Leur remarquable complicité produit par la suite des réussites de Bollywood comme Dilwale Dulhania Le Jayenge (1995), Kuch Kuch Hota Hai (1998) et Khabi Kushi Khabi Gham (2001) qui lui permettent d'obtenir le précieux Filmfare Award de la meilleure actrice à trois reprises. Elle tourne également dans des succès avec Akshay Kumar dans Yeh Dillagi (1994), Sanjay Dutt dans Dushman (1998), Salman Khan dans Pyaar Kiya To Darna Kya (id.) ou encore Anil Kapoor dans Hum Aapke Dil Mein Rehte Hain (1999).
Après La Famille Indienne, immense succès en Inde et à l'étranger, elle disparaît des studios pour vivre sa vie de famille avec son époux, l'acteur Ajay Devgan, faisant des apparitions dans des films ou des spots publicitaires. Elle revient en 2006 dans le drame Fanaa face à Aamir Khan et rafle son quatrième Filmfare Award de la meilleure actrice. En 2010, elle retrouve Shahrukh Khan dans My Name is Khan sous la direction de Karan Johar, film engagé qui connait un immense succès à l'étranger et lui vaut son cinquième Filmfare Award de la meilleure actrice. Elle est considérée comme l'une des plus grandes actrices indiennes. En 2015, elle revient dans le film Dilwale écrit par le duo Sajid-Farhad (en).

## Biographie
Kajol vient d'une des familles les plus puissantes du cinéma indien, les Mukherjee (en).
Plusieurs membres de sa famille œuvrent dans l'industrie cinématographique et Kajol appartient à la quatrième génération d'actrices de sa famille maternelle. Son arrière-grand-mère Rattan Bai commence sa carrière dans les années 1930, sa grand-mère Shobhana Samarth, appelée la « Greta Garbo du cinéma hindi », tourne dans les années 1940 et 1950 et sa mère, Tanuja, compte plus de cent films à son actif. Sa tante Nutan est considérée comme l'une des plus grandes actrices que Bollywood ait connues tandis que la jeune génération est représentée par sa cousine Rani Mukherjee et sa jeune sœur Tanisha. Depuis 1999 elle est mariée avec l'acteur Ajay Devgan avec lequel elle a une fille, Nysa, née le 20 avril 2003 et un fils, Yug, né le 13 septembre 2010.

## Carrière
Kajol décide de quitter l'école à 17 ans pour se consacrer à sa carrière cinématographique. 

### Débuts et consécration: 1993-2001
Elle débute avec Bekhudi en 1992 dans lequel sa mère, Tanuja, tient le rôle de sa mère. Le film n'a pas un très grand succès, mais Kajol est remarquée et se voit proposer plusieurs projets.

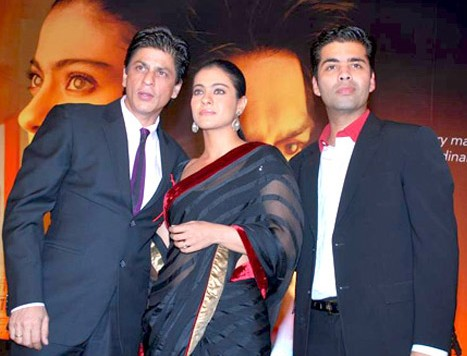
Kajol aux côtés de Sharukh Khan et de Karan Johar

Elle enchaîne avec Baazigar (Abbas-Mastan) en 1993 face à un certain Shahrukh Khan, encore méconnu à l'époque.
Après quelques succès, tels que Yeh Dillagi (Naresh Malhotra) ou encore Karan Arjun (Rakesh Roshan), c'est finalement avec Dilwale Dulhania Le Jayenge d'Aditya Chopra que sa carrière est lancée en 1995. Le film est encore aujourd'hui dans les salles de cinéma de Mumbai ayant ainsi battu le record de longévité d'un film au cinéma. Kajol reçoit son premier Filmfare Award de la meilleure actrice pour son interprétation dans ce film.
Gupt (Rajiv Rai) en 1997 lui permet d'être la première femme à recevoir le Filmfare Award de la meilleure interprétation dans un rôle négatif.
En 1998, elle joue dans Kuch Kuch Hota Hai de Karan Johar qui reste l'un des plus gros succès qu'ait connu le cinéma indien. Son interprétation d'Anjali, "garçon manqué" à l'adolescence qui se transforme en reine de beauté à l'âge adulte, lui vaut son deuxième Filmfare Award de la meilleure actrice. La connivence qui l'unit à Shahrukh Khan est plus que jamais mise en avant. En effet, elle forme avec lui l'un des couples les plus populaires du cinéma indien. Tous les films qu'ils ont tourné ensemble, Dilwale Dulhania Le Jayenge, Kuch Kuch Hota Hai, La Famille indienne et My Name Is Khan se sont révélés être de gros succès en Inde comme à l'étranger.
L'année 1998 est l'une des meilleures de sa carrière ; Kajol tient le rôle principal dans les trois plus grands succès de l'année : Pyaar To Hona Hi Tha (Anees Bazmee), Pyaar Kiya To Darna Kya (Sohail Khan) et Kuch Kuch Hota Hai. Dès lors, elle est incontestablement considérée comme « la reine de Bollywood ». 
En 2001, après avoir reçu son troisième Filmfare Award de la meilleure actrice pour La Famille indienne de Karan Johar, elle annonce vouloir mettre un terme à une carrière pourtant toujours florissante.  Elle déclare par la suite qu'elle souhaite faire une sortie tout en élégance pour que jamais on ne l'oublie.
En 2003, elle fait une apparition de quelques secondes dans Kal Ho Na Ho (New-York Masala). Elle met au monde une petite fille la même année.

### Un retour attendu: 2006

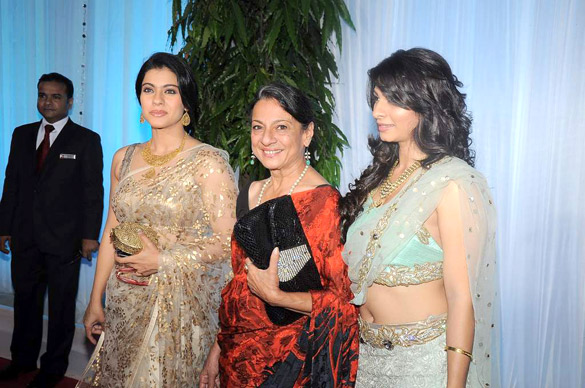
Kajol, sa mère Tanuja et sa sœur Tanisha en 2012

Elle effectue son retour au cinéma en mai 2006 dans Fanaa, de Kunal Kohli, où elle est pour la seconde fois face à Aamir Khan après Ishq en 1997. Le film est un des plus gros succès de l'année et l'interprétation de Kajol est unanimement appréciée, si bien qu'elle se voit décerner son quatrième Filmfare Award de la meilleure actrice. L'harmonie entre les deux acteurs principaux est telle qu'ils sont nommés dans la catégorie "Couple no 1 de l'année".
Elle fait également une courte apparition dans Kabhi Alvida Naa Kehna de Karan Johar. Ce film lui fut d'ailleurs proposé mais Kajol préféra Fanaa à la grande tristesse des fans de Kajol et SRK qui espéraient voir la légendaire Kajol aux côtés de Shahrukh Khan, le couple le plus apprécié de Bollywood. 
En 2007 Kajol tourne sous la direction et aux côtés de son époux dans U, Me Aur Hum dont le succès est modéré. L'interprétation de Kajol est cependant appréciée par la critique.
En 2010, neuf ans après leur dernière apparition commune dans La famille indienne, Kajol reforme avec Shahrukh Khan le couple le plus populaire du Bollywood de ces vingt dernières années, dans My Name Is Khan, quatrième réalisation de Karan Johar. Elle y interprète le rôle de Mandira, épouse de Rizvan Khan (SRK), indiens émigrés aux États-Unis dont la vie est bouleversée par l'islamophobie consécutive aux attentats du 11 septembre. Ce rôle lui offre son cinquième Filmfare Award de la meilleure actrice ce qui la place au même rang que sa tante maternelle, la légendaire Nutan. Le film, sorti en février, bénéficie d'une distribution internationale et connaît un succès considérable, bien qu'éphémère en Inde. En septembre 2010, sort We Are Family, remake de Ma meilleure ennemie, réalisé par Siddharth Malhotra et produit par Karan Johar, dans lequel elle joue aux côtés de Kareena Kapoor et d'Arjun Rampal. Puis, avec son mari Ajay Devgan, elle tourne dans un film d'animation mêlant, pour la première fois en Inde, animation 3D et prises de vues réelles, Toonpur Ka Superhero qui sort à la fin de l'année 2010. 
Elle est considérée comme l'une des meilleures actrices que le cinéma indien ait connu et reste une des comédiennes les plus recherchées bien qu'elle tourne peu. En effet, elle a déclaré vouloir être très sélective dans le choix de ses films.
En 2015, elle revient dans le film Dilwale, écrit par le duo Sajid-Farhad (en), et produit par Gauri Khan via Red Chillies et Rohit Shetty Production, le film tente de recréer l'alchimie entre le duo Shahrukh Khan et Kajol du film Dilwale Dulhania Le Jayenge. Les principaux acteurs sont Shahrukh Khan, Kajol, Varun Dhawan, Kriti Sanon. La musique est composée par Pritam. Le tournage a eu lieu en Bulgarie, en Inde et en Islande.

## Apparitions télévisées
En 2005, elle apparaît dans l'émission Kaun banega crorepati (Qui veut gagner des millions ?) avec son mari. Ensemble, ils remportent la cagnotte qu'ils reversent à un hôpital spécialisé dans le traitement du cancer. Elle fait une apparition dans Indian Idol (Nouvelle star) en tant que juge spéciale. Elle est invitée à la première de l'émission Koffee with Karan de Karan Johar avec Shahrukh Khan. En 2007, elle est également présente à la première de la Saison 2, cette fois encore avec Shahrukh Khan, ainsi qu'avec Rani Mukherjee. Elle fait partie de l'émission Rock'n'Roll Family aux côtés de sa mère Tanuja et de son mari Ajay Devgan en tant que juré.
Kajol signe de nombreux contrats publicitaires avec son mari depuis 2002.

## Filmographie
| Année | Film                            | Réalisateur           | Rôle                   | Partenaire(s)                                                                  | Notes                                                                  |
| ----- | ------------------------------- | --------------------- | ---------------------- | ------------------------------------------------------------------------------ | ---------------------------------------------------------------------- |
| 1992  | Bekhudi                         | Rahul Rawail          | Radhika                | Kamal Sadanah                                                                  |                                                                        |
| 1993  | Baazigar                        | Abbas-Mastan          | Priya Chopra           | Shahrukh Khan                                                                  |                                                                        |
| 1994  | Udhaar Ki Zindagi               | K.V. Raju             | Sita                   | Jeetendra, Moushumi Chatterjee                                                 |                                                                        |
| 1994  | Yeh Dillagi                     | Naresh Malhotra       | Sapna                  | Akshay Kumar, Saif Ali Khan                                                    |                                                                        |
| 1995  | Karan Arjun                     | Rakesh Roshan         | Sonia Saxena           | Shahrukh Khan, Salman Khan, Mamta Kulkarni                                     |                                                                        |
| 1995  | Taaqat                          | Talat Jani            | Kavita                 | Dharmendra, Shatrughan Sinha, Vikas Bhalla                                     |                                                                        |
| 1995  | Hulchul                         | Anees Bazmee          | Sharmili               | Ajay Devgan                                                                    |                                                                        |
| 1995  | Gundaraj                        | Guddu Dhanoa          | Ritu                   | Ajay Devgan                                                                    |                                                                        |
| 1995  | Dilwale Dulhania Le Jayenge     | Aditya Chopra         | Simran Singh           | Shahrukh Khan                                                                  |                                                                        |
| 1996  | Bambai Ka Babu                  | Vikram Bhatt          | Neha                   | Saif Ali Khan, Atul Agnihotri                                                  |                                                                        |
| 1997  | Gupt: The Hidden Truth          | Rajiv Rai             | Isha Diwan             | Bobby Deol, Manisha Koirala                                                    |                                                                        |
| 1997  | Hamesha                         | Sanjay Gupta          | Rani Sharma/Reshma     | Saif Ali Khan, Aditya Pancholi                                                 |                                                                        |
| 1997  | Minsara Kanavu                  | Rajiv Menon           | Priya Amalraj          | Prabhu Deva, Arvind Swamy                                                      | Film tamoul, doublé en hindi sous le titre de Sapnay                   |
| 1997  | Ishq                            | Indra Kumar           | Kajal                  | Aamir Khan, Juhi Chawla, Ajay Devgan                                           |                                                                        |
| 1998  | Pyaar Kiya To Darna Kya         | Sohail Khan           | Muskaan Thakur         | Salman Khan, Arbaaz Khan                                                       |                                                                        |
| 1998  | Duplicate                       | Mahesh Bhatt          | Fille à la gare        |                                                                                | Participation exceptionnelle                                           |
| 1998  | Dushman                         | Tanuja Chandra        | Sonia/Naina Saigal     | Ashutosh Rana, Sanjay Dutt                                                     |                                                                        |
| 1998  | Pyaar To Hona Hi Tha            | Anees Bazmee          | Sanjana                | Ajay Devgan                                                                    |                                                                        |
| 1998  | Kuch Kuch Hota Hai              | Karan Johar           | Anjali Sharma          | Shahrukh Khan, Rani Mukherji, Salman Khan                                      | Parfois intitulé Laisse parler ton cœur                                |
| 1999  | Dil Kya Kare                    | Prakash Jha           | Nandita Rai            | Ajay Devgan, Mahima Chaudhry                                                   |                                                                        |
| 1999  | Hum Aapke Dil Mein Rehte Hain   | Satish Kaushik        | Megha                  | Anil Kapoor                                                                    |                                                                        |
| 1999  | Hote Hote Pyaar Ho Gaya         | Firoz Irani           | Pinky                  | Jackie Shroff                                                                  |                                                                        |
| 2000  | Raju Chacha                     | Anil Devgan           | Anna                   | Ajay Devgan                                                                    |                                                                        |
| 2001  | Kuch Khatti Kuch Meethi         | Rahul Rawail          | Tina/Sweety Khanna     | Sunil Shetty, Rishi Kapoor, Rati Agnihotri                                     | Double rôle                                                            |
| 2001  | La Famille indienne             | Karan Johar           | Anjali Sharma Raichand | Shahrukh Khan, Amitabh Bachchan, Jaya Bachchan, Hrithik Roshan, Kareena Kapoor | Titre hindi : Kabhi Khushi Kabhie Gham                                 |
| 2003  | New York Masala                 | Nikhil Advani         |                        |                                                                                | Participation exceptionnelle dans Maahi Ve Titre hindi : Kal Ho Naa Ho |
| 2006  | Fanaa                           | Kunal Kohli           | Zooni Ali Beg          | Aamir Khan                                                                     |                                                                        |
| 2006  | Kabhi Alvida Naa Kehna          | Karan Johar           |                        |                                                                                | Participation exceptionnelle dans Rock N Roll Soniye                   |
| 2007  | Om Shanti Om                    | Farah Khan            | Elle-même              |                                                                                | Participation exceptionnelle dans Deewangi Deewangi                    |
| 2008  | U, Me Aur Hum                   | Ajay Devgan           | Piya                   | Ajay Devgan                                                                    |                                                                        |
| 2008  | Haal-e-dil                      | Anil Devgan           |                        |                                                                                | Participation exceptionnelle dans Oye Hoye                             |
| 2008  | Rab Ne Bana Di Jodi             | Aditya Chopra         |                        |                                                                                | Participation exceptionnelle dans Phir Milenge Chalte Chalte           |
| 2009  | Vighnaharta Shree Siddhivinayak | Yashwant Ingavale     |                        |                                                                                | Participation exceptionnelle                                           |
| 2010  | My Name Is Khan                 | Karan Johar           | Mandira Khan           | Shahrukh Khan                                                                  |                                                                        |
| 2010  | We Are Family                   | Siddharth Malhotra    | Maya                   | Kareena Kapoor, Arjun Rampal                                                   |                                                                        |
| 2010  | Toonpur Ka Superhero            | Kireet Khurana        | Priya                  |                                                                                |                                                                        |
| 2012  | Eega                            | S. S. Rajamouli       |                        | Ajay Devgn                                                                     | Version doublée en Hindi                                               |
| 2012  | Student of the Year             | Karan Johar           | Apparition             |                                                                                | Participation exceptionnelle dans Disco Deewane                        |
| 2015  | Dilwale                         | Rohit Shetty          | Meera Dev Malik        | Shahrukh Khan, Varun Dhawan, Kriti Sanon, Johnny Lever                         |                                                                        |
| 2017  | Velaiilla Pattadhari 2          | Soundarya Rajinikanth | Vasundhara Parameshwar | Dhanush                                                                        | Film Tamoul/Télougou                                                   |
| 2018  | Les Indestructibles 2 (Hindi)   |                       | Elastigirl (voix)      |                                                                                | Version doublée en Hindi                                               |
| 2018  | Helicopter Eela                 | Pradeep Sarkar        | Eela Raitukar          |                                                                                |                                                                        |
| 2018  | Zero                            | Anand L. Rai          | Apparition             |                                                                                | Participation exceptionnelle                                           |
| 2020  | Tanhaji                         | Om Raut               | Savitribai Malusare    | Ajay Devgn, Saif Ali Khan                                                      |                                                                        |
| 2020  | Devi                            | Priyanka Banerjee     | Jyoti                  | Shruti Haasan, Neha Dhupia                                                     | Court métrage                                                          |
| 2021  | Tribhanga (en)                  | Renuka Shahane        | Anuradha "Anu" Apte    | Tanvi Azmi, Mithila Palkar, Kunaal Roy Kapur                                   | Film Netflix                                                           |

## Distinctions

### Récompenses
Filmfare Awards

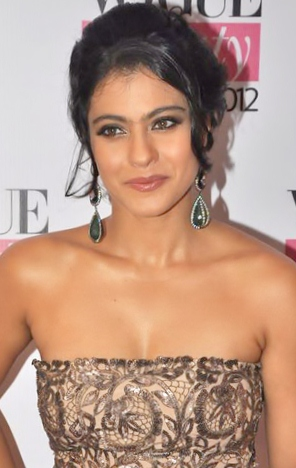
Aux Beauty Awards organisés par le magazine Vogue en 2012.

- 1995 : Meilleure actrice pour Dilwale Dulhania Le Jayenge
- 1997 : Meilleure prestation dans un rôle négatif pour Gupt: The Hidden Truth
- 1997 : Meilleure actrice "sud" pour Minsara Kanavu
- 1998 : Meilleure actrice pour Kuch Kuch Hota Hai
- 2002 : Meilleure actrice pour Kabhi Khushi Kabhie Gham
- 2006 : Meilleure actrice pour Fanaa
- 2011 : Meilleure actrice pour My Name is Khan

 Stardust Awards 
- 2011, Stardust Award actrice de l'année, My Name is Khan

 Star Screen Awards 
- 1998, Star Screen Award meilleure actrice, Dushman
- 2002, Star Screen Award meilleure actrice, Kabhi Khushi Kabhie Gham
- 2002, Star Screen Award meilleur couple, avec Shahrukh Khan pour le film Kabhi Khushi Kabhie Gham
- 2010, Star Screen Award couple de la décennie avec Shahrukh Khan

 Zee Cine Awards 
- 1998, Zee Cine Award meilleure actrice dans un rôle négatif, Gupt: The Hidden Truth
- 1999, Zee Cine Award meilleure actrice, Kuch Kuch Hota Hai
- 2002, Zee Cine Special Award pour une extraordinaire interprétation, Kabhi Khushi Kabhie Gham
- 2007, Zee Cine Award meilleure actrice, Fanaa

Bollywood Awards
- 1999, Bollywood Awards meilleure actrice, Kuch Kuch Hota Hai
- 2002, Bollywood Awards meilleure actrice, Kabhi Khushi Kabhie Gham
- 2015, Bollywood Awards meilleure actrice, Dilwale

Sansui Viewer's Choice Awards
- 1999, meilleure actrice, Kuch Kuch Hota Hai
- 2002, meilleure actrice, Kabhi Khushi Kabhie Gham

Autres récompenses
- 1995, Bengal Film Journalists' Association Awards, Meilleure actrice (Hindi Movies), Udhaar Ki Zindagi
- 1996, Giant International Award, Dilwale Dulhania Le Jayenge
- 1999, Style Awards' most stylish heroine
- 2002, 5th Annual Rajiv Gandhi Award, Excellence in active field
- 2002, Festival du film d'aventures de Valenciennes, meilleure actrice, La Famille indienne
- 2006, European Bollywood Awards (Bollywood Bloggers), meilleure actrice Award, Fanaa
- 2006, IndiaFM, meilleure actrice, Fanaa
- 2007, Hawa productions Awards, meilleure actrice, Fanaa
- 2007, Hawa productions Awards, meilleure couple, Aamir et Kajol Fanaa
- 2007, Radio Sargam Awards, meilleure actrice, Fanaa
- 2007, Annual Bollywood People's Choice Awards, meilleure actrice, Fanaa
- 2009, Karmaveer Puraskar award
- 2011, Padma Shri

### Nominations
Filmfare Awards
- 1994, Filmfare meilleure actrice, Yeh Dillagi
- 1998, Filmfare meilleure actrice, Dushman
- 1998, Filmfare meilleure actrice, Pyaar To Hona Hi Tha
- 1999, Filmfare meilleure actrice, Hum Aapke Dil Mein Rehte Hain
- 2009, Filmfare meilleure actrice, U, Me Aur Hum